# 斯楚厄站
斯楚厄站（丹麦语：Struer Station）是一座火车站，位于丹麦北日德兰大区斯楚厄市镇。1865年启用。现由丹麦国家铁路和爱瑞发两间铁路公司共同使用。

## 外部連結
- 丹麦国家铁路官网对斯楚厄站的介绍 （页面存档备份，存于）（丹麦语）